# 다케모토 요시유키
다케모토 요시유키(일본어: 竹元 義幸, 1973년 10월 3일 ~ )는 일본의 전 축구 선수로 과거 아비스파 후쿠오카, 도쿄 가스, 후쿠시마 FC, 미토 홀리호크, 사간 도스에서 공격수로 활동하였다.

## 구단 경력
1993년 재팬 풋볼 리그의 NKK SC에 입단했다. 1994년 후지에다 브룩스(아비스파 후쿠오카)로 이적했다. 1995년 재팬 풋볼 리그 우승으로 J1리그로 승격했다. 1997년까지 46경기에 출전하여, 17득점을 넣었다. 1997년부터 1998년까지 재팬 풋볼 리그의 후쿠시마 FC와 미토 홀리호크에서 뛰었다. 1999년 J2리그의 사간 도스로 이적했다. 2002년까지 63경기에 출전하여, 18득점을 넣었다. 2002년후 현역 은퇴.

## 수상

### 클럽
아비스파 후쿠오카
- 재팬 풋볼 리그 : 우승 (1995), 3위 (1994)

FC 도쿄
- 재팬 풋볼 리그 : 3위 (1996)